# Bahamut Lagoon
Bahamut Lagoon (バハムートラグーン) est un jeu vidéo de type tactical RPG développé et édité par la société japonaise Square. Il sort sur Super Nintendo en février 1996 uniquement au Japon.

## Histoire
Orelus est un monde aérien, constitué d'îles appelées aussi lagons qui flottent dans les  nuages. Monde ravagé depuis si longtemps par les guerres que la couleur des cieux a tourné au violet pour exprimer leur tristesse.
Le prologue raconte la défaite du royaume de Kana face aux forces de Sauzer, empereur de Granbelos essentiellement par l'inaction de Bahamut, dragon légendaire et gardien du royaume, qui aurait dû, selon la légende, se réveiller pour sauver Kana. Le roi de Kana est assassiné, sa fille Yoyo faite prisonnière et le reste des défenseurs du royaume contraint de s'enfuir. La fin du prologue montre l'annexion de Kana comme concluant l'horrible guerre par une victoire totale de l'Empire Granbelos qui contrôle désormais tous les lagons d'Orelus.
Le chapitre 1 commence avec un groupe rebelle à l'Empire dénommé la Résistance qui se compose des anciens défenseurs de Kana. La Résistance est dirigée par Byuu, fiancé de Yoyo et capitaine des gardes royales de Kana ; de Matelite le chef des fantassin et de Sendack, magicien et sage de Kana. Comme premier fait d'armes, la Résistance récupère l'ancien vaisseau de l'escouade des Dragons de Kana, le Fahrenheit, avec lequel ils peuvent commencer leur périple, de lagons en lagons pour libérer les ciels d'Orelus des griffes de l'Empire. Le groupe sera, dès lors, rejointe par d'autres héros en provenance des différents lagons visités par la Résistance au fil de l'aventure dont le grand guerrier Taichi du royaume de Mahal venu venger sa femme, tuée par l'Empire.
Au cours de nombreuses batailles acharnées, la Résistance réussit à arracher la princesse Yoyo des mains de l'Empire et signe sa plus grande victoire. Hélas, même si Yoyo le cache au départ aux yeux de Byuu et des autres, il s'avère qu'au cours de sa captivité, elle et le général impérial Satha Palpaleos sont tombés amoureux. Réfléchissant sur l'échec du réveil de Bahamut à la conquête de Kana (chaque lagon d'Orelus apparemment possède un dragon sacré comme gardien), l'Alliance conclut que, pour vaincre l'empereur Sauzer, ils doivent absolument rassembler le pouvoir de tous les Dragons Sacrés. La princesse Yoyo semble la seule à pouvoir communiquer avec les dragons et à maîtriser leurs pouvoirs. La légende raconte qu'un élu appelé Dragnar, doit les contrôler afin de conduire le monde dans une nouvelle ère de prospérité. En cas d'échec de cette personne, les calamités s'abattront sur le ciel d'Orelus. L'empereur  Sauzer acquiert ce pouvoir également et souhaite utiliser le pouvoir des dragons pour servir la cause de l'Empire. La Résistance continue la guerre, libérant lagon après lagon à travers les cieux d'Orelus alors que l'Empire, tout en perdant au fur et à mesure ses territoires, commence à se fissurer quand quelques-uns de ses généraux les plus importants, sous la houlette de Gudolf, commencent à comploter contre l'empereur lui-même qu'ils jugent trop faible. Après leur contact avec les Dragons Sacrés, Yoyo et l'empereur Sauzer tombent tous deux malade car il semble que cet acte les vide de leur énergie mentale. Yoyo, même si les Dragons Sacrés la reprochent d'avoir un esprit beaucoup trop faible, réussit l'épreuve alors que l'empereur Sauzer s'enfonce dans la maladie. Le réveil des dragons provoque l'ouverture de ponts vers une autre dimension, Altair, d'où des créatures démoniaques procèdent à l'invasion d'Orelus. Apprenant ceci, la Résistance arrive sur Kana et se trouve en train de combattre une armée de démons, quand le général Palpaleos les rejoint sur ordre secret de l'empereur Sauzer lui-même; en effet, ce dernier sent la survenue d'un énorme désastre pour Orelus dont seule la Résistance est en mesure de stopper. Réuni avec son amour, la princesse Yoyo, Palpaleos les aide à repousser un énorme assaut impérial et, par cela, restaure Kana leur royaume perdu sur une bataille où beaucoup de personnages révèlent leurs souvenirs  et motivations.
La Résistance change de nom et devient désormais l'Armée de Libération d'Orelus. Elle se dirige droit au cœur de l'Empire pour terminer la guerre une bonne fois pour toutes. Après une grande victoire sur le vaisseau amiral "Trafalgar" de l'Empire, ils trouvent l'empereur à l'agonie, et sur demande de Palpaleos, emmène Sauzer avec eux. Là, l'empereur leur révèle que, dans le but d'obtenir la capacité de parler avec les Dragons Sacrés, il avait conclu un pacte avec les démons de l'autre dimension. Après cette révélation, il meurt et son corps est laissé partir à la dérive dans le ciel sans fin d'Orelus par Palpaleos, son plus proche ami. Une différente situation survient du côté de l'Empire où le peuple assiste à la cérémonie "officielle" de l'enterrement de leur empereur bien-aimé et Gudolf monte sur le trône comme nouveau dirigeant alors qu'un pont géant vers d'autres dimensions s'ouvre de lui-même dans les ciels de Granbelos. À la suite d'une grande bataille, l'Armée de Libération arrive à vaincre les armées de l'Empire et à pénétrer à l'intérieur de palais impérial où Gudolf est battu à son tour, et ainsi à conclure son ultime victoire sur l'Empire. Mais, la plus grosse des menaces subsiste sur Orelus avec les ponts d'Altair qui restent encore ouverts.
La courageuse Armée de Libération avec l'aide désormais de tous les Dragons sacrés, dont le tout puissant Bahamut, s'envole avec le Fahrenheit à l'intérieur de l'autre dimension où ils combattent des hordes de démons et leur maître, le plus puissant de tous les dragons, Alexandre. Alexandre cherche à accaparer les pouvoirs de tous les autres Dragons sacrés dans le but de régner sur tous les mondes. Une impressionnante bataille, où la survie d'Orelus est en jeu, s'ensuit et l'ordre est enfin restauré après la défaite d'Alexandre. Byuu et tous ses compagnons se disent adieux comme tous retournent dans leurs royaumes respectifs pour les reconstruire dans cette nouvelle paix retrouvée. Palpaleos est poignardé par des anciens partisans de Granbelos laissant seuls Byuu et Bahamut comme gardiens des cieux d'Orelus.

## Système de jeu

### Tactical RPG
Bahamut Lagoon reprend la forme courante des tactical RPG. Le jeu est divisé en une trentaine de séquences qui suivent le même schéma : une phase se déroulant dans la base du héros qui sert principalement à la gestion et l'amélioration des troupes et des dragons via l'achat d'objets et de pièces d'équipement, une phase d'introduction de la mission qui permet de faire avancer le scénario, la phase de combat à proprement parler pour finir sur une nouvelle scène de scénario qui donne parfois la possibilité de diriger le personnage dans de courtes phases d'aventure.
Contrairement à nombre de tactical RPG, les personnages sont assemblés en groupes de quatre. Le joueur peut arranger les groupes à sa convenance avant chaque combat. Les groupes contenant des personnages ayant les mêmes spécialités (soigneurs, guerriers, sorciers etc.) seront plus efficaces dans leurs domaines. Pendant les combats, le joueur déplace ses troupes sur une carte divisée en damier et doit remplir un objectif (généralement vaincre les ennemis) en prenant en compte les spécificités du terrain. Certains sorts magiques permettent de modifier ledit terrain. Par exemple, un sort de glace gèle les cases d'eau ce qui permet de s'y déplacer tandis qu'un sort de feu brûle les forêts infligeant des dégâts aux personnages s'y trouvant.
Lors des attaques au corps à corps, la perspective change pour une vue subjective : les personnages sont vus de profil avec sur le côté gauche les ennemis et le côté droit les protagonistes. Le joueur sélectionne alors l'ensemble des actions des personnages avant que les attaques des belligérants s'enclenchent. Le jeu inclut aussi des systèmes communs aux jeux de rôles comme les points de vie, points de magie, l'expérience, les niveaux ainsi qu'un système d'équipement à améliorer et d'objets à utiliser.

### Les dragons
La principale originalité du jeu consiste en l'ajout de dragons qui accompagnent les protagonistes. Chaque dragon a au départ une spécialité et une affinité avec un élément. En début de chapitre, il est possible de les nourrir afin de modifier leurs caractéristiques ce qui entraine parfois une transformation physique.
Chaque dragon est lié à un groupe auquel il obéit pendant les phases de combats. Lors de celles-ci, le joueur ne contrôle pas directement les dragons mais leur donne des ordres généraux divisés en trois types : « Allez » laisse le dragon attaquer à sa volonté, cela peut se révéler périlleux étant donné qu'il peut traverser rapidement la carte et se retrouver isolé dans une région truffée d'ennemis, « Venir » ordonne au dragon de n'attaquer que les ennemis proches de son maître, tandis que « Fin » l'oblige à rester en retrait sans attaquer.

## Équipe de développement
- Chief Game Designer et Chief Graphic Designer : Hitoshi Sasaki
- Réalisateur : Kazushige Nojima
- Producteur : Tadashi Nomura
- Programmeur principal : Kazuhisa Murakami, Hiroshi Ono
- Planificateur d'évènements : Motomu Toriyama
- Simulation Planner : Takatsugu Nakazawa
- Programmeur des effets : Tetsuji Iwasaki
- Field Planner : Naoya Kawahira, Satoru Tsuji
- Battle Planner : Takeshi Endo
- Object Graphic Designer : Fumiyasu Sasaki, Murisaki Iriguchi
- Effect Graphic Designer : Kunio Asahara
- Monster Graphic Designer : Shin Nagasawa
- Field Graphic Designer : Rena Sasaki, Takahiro Yamashita, Tomoe Inazawa
- Sound Engineer : Teruaki Sugawara
- Sound Programmer : Hidenori Suzuki
- Musique : Noriko Matsueda
- Superviseur : Hironobu Sakaguchi[1]

## Édition et réception
Bahamut Lagoon est édité par Square le 9 février 1996 sur Super Nintendo. À cette date, les éditions sur cette machine commencent à se faire rares, les éditeurs de jeux se tournent plutôt vers les nouvelles consoles de jeux comme la Saturn ou la PlayStation. Durant l'année 1996, le jeu atteint les 474.680 unités vendues, soit la dix-septième meilleure vente de jeu vidéo dans l'année au Japon.
Une des originalités du jeu est qu'il utilise, et ce durant tout le jeu, sur chaque écran un effet de transparence.
En l'absence de localisation du jeu en Occident, plusieurs groupes amateurs (non liés à l'éditeur) ont traduit la Rom du jeu afin de faire connaitre le titre. Le premier semble être le projet francophone de l'équipe Terminus Traduction qui distribue sa première version en juillet 2000. D'autres traductions suivent comme la version anglophone de DeJap Translations distribuée en 2002.
Consoles + (n°53): 93% 